# 6-Stunden-Rennen von Dijon 1976

Streckenlayout des Circuit de Dijon-Prenois 1976

Das 6-Stunden-Rennen von Dijon 1976, auch ACF 6 Hours Dijon, fand am 4. September auf dem Circuit de Dijon-Prenois statt und war der zwölfte Wertungslauf der Sportwagen-Weltmeisterschaft dieses Jahres.

## Das Rennen
Das Wochenende 4. und 5. September 1976 hatte am Circuit de Dijon-Prenois Besonderes zu bieten: zwei Wertungsläufe der Sportwagen-Weltmeisterschaft 1976 innerhalb von 24 Stunden. Das Zusammenlegen zweier Rennen auf ein Wochenende stellte einige Porsche-Piloten vor große Herausforderungen. Jacky Ickx und Jochen Mass gewannen beide Rennen: am Samstag das 6-Stunden-Rennen auf einem Porsche 935 und am Samstag das 500-km-Rennen im Porsche 936.
Weitere Fahrer, die beide Rennen bestritten, waren unter anderem Jürgen Barth, Reinhold Joest, Rolf Stommelen, Bob Wollek und Leo Kinnunen.

## Ergebnisse

### Schlussklassement
| 1               | Gr. 5 | 1  | Martini Racing                             | Jacky Ickx Jochen Mass                                     | Porsche 935         | 311 |
| 2               | Gr. 5 | 5  | Porsche Kremer Racing                      | Bob Wollek Hans Heyer                                      | Porsche 935         | 310 |
| 3               | Gr. 5 | 3  | Martini Racing                             | Manfred Schurti Rolf Stommelen                             | Porsche 935         | 304 |
| 4               | Gr. 5 | 9  | Egon Evertz                                | Leo Kinnunen Egon Evertz                                   | Porsche 934/5 2.8   | 301 |
| 5               | Gr. 5 | 11 | Audio - Vision Rister S.A.                 | Claude Haldi Herbert Müller                                | Porsche 934/5       | 298 |
| 6               | Gr. 5 | 27 | Schnitzer BMW                              | Dieter Quester Albrecht Krebs Ronnie Peterson              | BMW 3.5 CSL         | 297 |
| 7               | Gr. 5 | 25 | Hermetite BMW                              | John Fitzpatrick Tom Walkinshaw                            | BMW 3.5 CSL         | 297 |
| 8               | GT    | 7  | Porsche Kremer Racing                      | Jürgen Barth Reinhold Joest Bob Wollek                     | Porsche 934         | 290 |
| 9               | Gr. 5 | 23 | Alpina Faltz                               | Gunnar Nilsson Harald Grohs Alain Peltier                  | BMW 3.5 CSL         | 287 |
| 10              | Gr. 5 | 41 | Valvoline Deutschland                      | Eberhard Sindel Günter Steckkönig                          | Porsche 934/5       | 286 |
| 11              | GT    | 61 | Henri Cachia                               | Claude Ballot-Léna Jacques Borras                          | Porsche 934         | 279 |
| 12              | Gr. 5 | 65 | Kenneth Leim                               | Kurt Simonsen Kenneth Leim                                 | Porsche Carrera RSR | 276 |
| 13              | Gr. 5 | 15 | Schiller Racing Team                       | Florian Vetsch Bernard Chenevière                          | Porsche 934/5       | 267 |
| 14              | Gr. 5 | 51 | William Vollery et Jean-Pierre Aeschlimann | William Vollery Jean-Pierre Aeschlimann Jean-Louis Lafosse | Porsche Carrera RSR | 266 |
| 15              | GT    | 43 | Georges Bourdillat                         | Georges Bourdillat Joël Laplacette                         | Porsche 911S        | 265 |
| 16              | Gr. 5 | 31 | Bourgogne                                  | Jean-Claude Justice Rémy Julienne François Migault         | BMW 3.5 CSL         | 233 |
| Ausgefallen     |       |    |                                            |                                                            |                     |     |
| 17              | GT    | 49 | Gabriele Gottifredi                        | Angelino Lepri Girolamo Capra Gabriele Gottifredi          | Porsche 934         | 182 |
| 18              | Gr. 5 | 47 | Jean-Louis Chateau                         | Jean-Louis Chateau Michel Seban                            | Porsche 934/5 2.8   | 178 |
| 19              | Gr. 5 | 63 | Louis Meznarie                             | Anne-Charlotte Verney Hubert Striebig                      | Porsche Carrera RSR | 45  |
| 20              | Gr. 5 | 39 | BMW Motorsport GmbH                        | Ronnie Peterson Gunnar Nilsson                             | BMW 3.5 CSL Turbo   | 33  |
| Nicht gestartet |       |    |                                            |                                                            |                     |     |
| 21              | Gr. 5 | 39 | Scuderia Brescia Corse                     | Maurizio Micangeli Carlo Pietromarchi                      | De Tomaso Pantera   | 1   |

1 Technische Abnahme nicht bestanden

### Nur in der Meldeliste
Hier finden sich Teams, Fahrer und Fahrzeuge, die ursprünglich für das Rennen gemeldet waren, aber nicht daran teilnahmen.
| Pos. | Klasse | Nr. | Team              | Fahrer                             | Chassis             |
| ---- | ------ | --- | ----------------- | ---------------------------------- | ------------------- |
| 22   | Gr. 5  | 17  | Gelo Racing Team  | Toine Hezemans Tim Schenken        | Porsche 934/5       |
| 23   | GT     | 19  | Henri Cachia      | Claude Ballot-Léna Jacques Borras  | Porsche 934         |
| 24   | Gr. 5  | 33  | Schnitzer BMW     | Norbert Neumann Kalli Hufstadt     | BMW 2002 TII        |
| 25   | Gr. 5  | 35  | Vienna Racing     | Karl Oppitzhauser Jörg Obermoser   | BMW 3.5 CSL         |
| 26   | Gr. 5  | 37  | Stuart Graham     | Stuart Graham Reine Wisell         | Chevrolet Camaro    |
| 27   | Gr. 5  | 45  | Alméras Freres    | Jean-Marie Alméras Jacques Alméras | Porsche 934/5       |
| 28   | GT     | 63  | Josef Brambring   | Jürgen Neuhaus Jürgen Barth        | Porsche Carrera     |
| 29   | GT     | 57  | X Racing          | Raymond Touroul Robert Boubet      | Porsche Carrera RSR |
| 30   | Gr. 5  | 59  | Géral et Guicherd | Jean-Claude Géral Michel Guicherd  | Plymouth Barracuda  |

### Klassensieger
| Klasse | Fahrer       | Fahrer         | Fahrer     | Fahrzeug    | Platzierung im Gesamtklassement |
| ------ | ------------ | -------------- | ---------- | ----------- | ------------------------------- |
| Gr. 5  | Jacky Ickx   | Jochen Mass    |            | Porsche 935 | Gesamtsieg                      |
| GT     | Jürgen Barth | Reinhold Joest | Bob Wollek | Porsche 934 | Rang 8                          |

### Renndaten
- Gemeldet: 30
- Gestartet: 20
- Gewertet: 16
- Rennklassen: 2
- Zuschauer: unbekannt
- Wetter am Renntag: trocken
- Streckenlänge: 3,289 km
- Fahrzeit des Siegerteams: 6:00:00,000 Stunden
- Gesamtrunden des Siegerteams: 311
- Gesamtdistanz des Siegerteams: 1019,590 km
- Siegerschnitt: 169,932 km/h
- Pole Position: Ronnie Peterson – BMW 3.5 CSL Turbo (#21) – 1:05,230 = 181,518 km/h
- Schnellste Rennrunde: Jacky Ickx – Porsche 935 (#1) – 1:06,840 = 177,145 km/h
- Rennserie: 12. Lauf zur Sportwagen-Weltmeisterschaft 1976